# Grizzly (Band)
Grizzly ist eine deutsche Punk-Band aus Karlsruhe. Stilistisch ordnet sich die Gruppe selbst dem Heavy Pop-Punk zu. Seit 2016 steht sie beim Label Department Musik unter Vertrag.

## Geschichte
Grizzly wurde Mitte 2014 von sechs Musikern gegründet, die von Bands wie Sum 41, Blink-182, Itchy oder den Donots geprägt worden waren und bereits Erfahrungen in anderen Bands gesammelt hatten. Da einige Mitglieder in den Bereichen Veranstaltungstechnik, Mediengestaltung und Fotografie ausgebildet worden sind, gestaltete die Gruppe neben der Musik auch die Artworks und Videos selbst. Ende 2014 absolvierte die Band ihren ersten Auftritt im Karlsruher Substage. Später trat sie als Support von 36 Crazyfists in Erscheinung. Anfang 2016 trat Grizzly in Kontakt mit dem Berliner Label Department Musik, das der Band ein Vertragsangebot unterbreitete. Ende April stellt die Plattenfirma die Gruppe als neuen Künstler vor. Zeitgleich dazu erschien das erste Video Close At Heart, in dem sich die Band mit Freundschaft beschäftigt. Für die Aufnahmen reisten die Bandmitglieder zu ihren besten Freunden, um sie für den Clip zu filmen. Am 27. Mai 2016 veröffentlichte Department Musik Grizzlys Debütalbum Kidlife Crisis. Mit Never Too Late folgte eine zweite Videoauskopplung zum Album. Im Sommer band sich Grizzly vertraglich an die Booking-Agentur Extratours Konzertbüro, die sich seitdem um die Live-Auftritte der Gruppe kümmert. Kurz darauf traten die Karlsruher bei ersten kleineren Festivals sowie in der ProSieben-Show Circus HalliGalli auf. Zu Weihnachten präsentierte Grizzly einen Jahresrückblick in Form des Musikvideos I Try To Grow. Im Frühjahr 2017 veröffentlichte Grizzly die EP Summer.
Im Anschluss daran unterstützte sie die Tournee der Punkrockband StaatsPunkrott als Vorgruppe. Auch im Rahmen der Kill Your Demons Tour der Emil Bulls trat Grizzly als Support auf. Anfang November 2017 kündigte Department Musik mit dem Video Til Sunrise das zweite Album der Band Polaroids an. An diesem hatte sie zwischen den beiden Tourneen gearbeitet, sodass der Band lediglich drei Monate zur Verfügung standen, in denen die Songs geschrieben, in drei verschiedenen Studios aufgenommen und schließlich gemastert wurden. Für jedes Stück wählte die Band ein eigenes Thema aus, das „Momente aus dem Leben beschreib[t], die in irgendeiner Form wichtig sind.“ Dieses Konzept spiegele sich auch im Titel Polaroids. Während bei Digitalkameras aus einer Vielzahl von Bildern die besten ausgewählt werden, bestehe der Charme bei Polaroids darin, „dass man einmal draufdrückt und das, was herauskommt, ist das Ergebnis.“ Kurz vor der Albumveröffentlichung erschien eine weitere Auskopplung in Form des Videos Firefighter. Am 19. Januar folgte das Album Polaroids, das auf Platz 51 der deutschen Charts einsteigen konnte. Parallel zur Veröffentlichung des Albums begann die Punkband unter dem Titel How To Fuck Up 6 Lives At Once eine zehn Konzerte umfassende Tournee, bei der sie erstmals als Headliner in Erscheinung trat.

## Rezeption

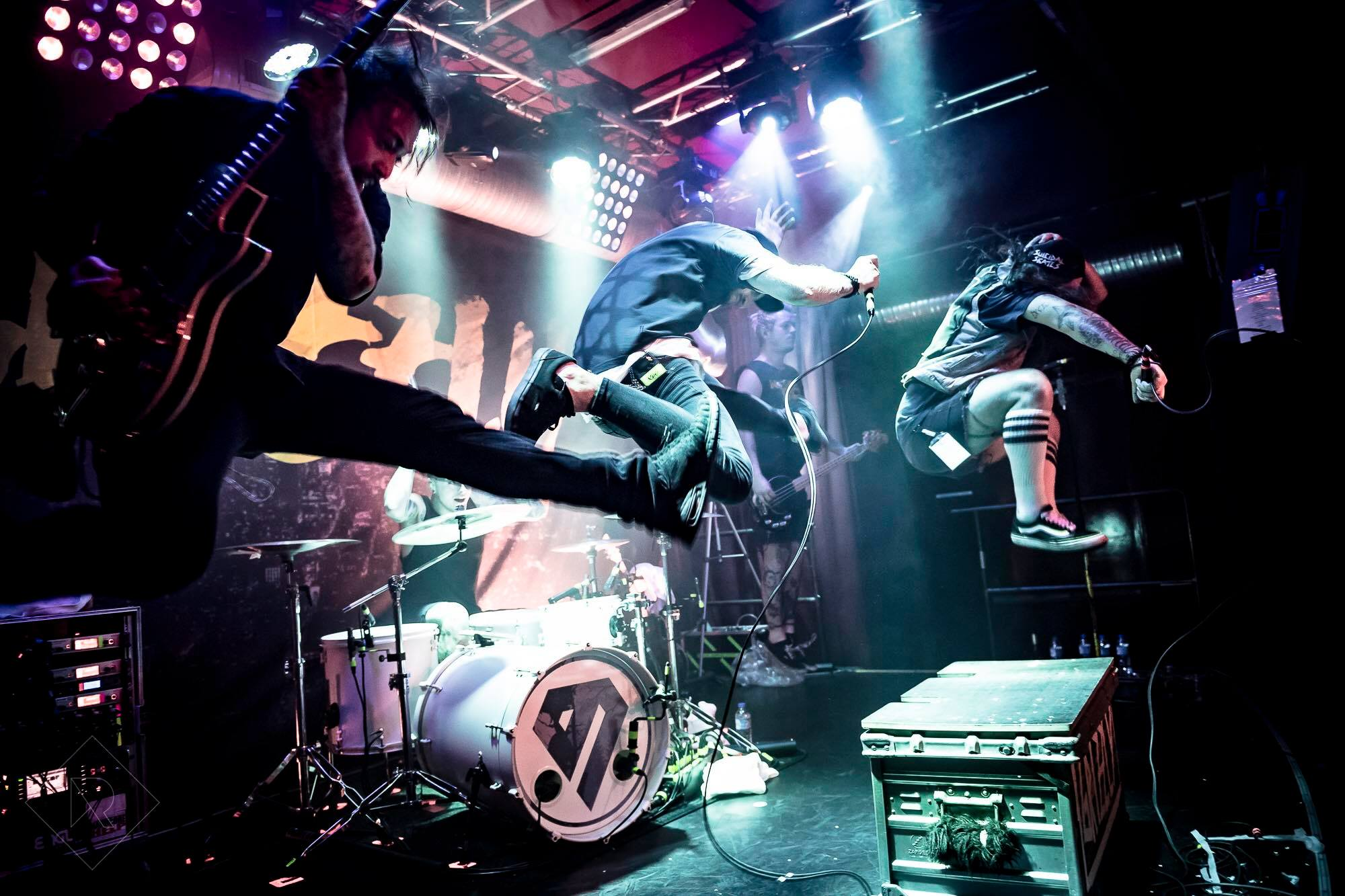
Grizzly bei einem Live-Auftritt

Zur Veröffentlichung ihres Debütalbums Kidlife Crisis ordnete Powermetal.de die Band stilistisch zwischen Atreyu und Story of the Year ein. Grizzly entfessele ein „echtes Feuerwerk aus leicht verdaulichen Melodien, zeitgemäßen Core-Grooves und vereinzelten punkigen Querschlägern, ohne sich dabei zu stark aus der Masse abzuheben.“ Laut Deepground.de bieten Grizzly „die Art von Punk, die A Day to Remember mit ihren ersten beiden Platten pflegten.“ Zwar handele es sich um ein nicht allzu repetitives, „durchweg unterhaltsames Album“, dennoch gelinge es der Gruppe nicht die „fast verrosteten Ketten des Pop-Punk'“ zu sprengen. Anlässlich ihrer EP Summer bemängelte Deepground.de, „dass im Sound von Grizzly keineswegs eine Entwicklung stattgefunden“ habe. Die Gruppe stehe „sich in einem ohnehin stilistisch schon stagnierenden Genre oft selbst im Weg.“ Dennoch handele es sich bei Grizzly um eine Band, „die es durchaus versteht, ansprechende Songs zu schreiben, die obendrein auch live funktionieren.“ Musikreviews.de verglich die Band mit Memphis May Fire, Asking Alexandria und Blessthefall. Summer enthalte „fünf gedrungene Tracks“, in denen „angefangen bei obligatorischen Singalongs über dezentes Wutgeschrei bis hin zu verspielten Gitarrenmelodien“ einiges passiere.
Das zweite Album Polaroids stieß auf größere Aufmerksamkeit und weitgehend positive Kritik in den Musikmedien. So führte das Magazin Visions die Veröffentlichung in ihrer Rubrik der Alben der Woche. Grizzly fahren „das ganze Pop-Punk-Repertoire auf“, womit sie den mit ihrem Debüt eingeschlagenen Weg fortsetzen. Laut Online-Magazin Metal.de erinnern Grizzly auf diesem dank „einer gehörigen Masse an Leichtigkeit“ an Bands wie Blink-182 oder Itchy. Der „cleane Gesang“ werde auf Polaroids mit „anspruchsvollen Punkgitarren“ aufgemischt. Grizzly bediene sich „in der richtigen Dosierung“ bei „Pop-Elementen und Sing-A-Long-Parts.“ Tribe-Online lobte die „bereits bewährte Melange aus Punk, Pop und Post-Hardcore des Vorgängers“, wodurch die Band zwischen „Blackout Problems, Itchy, Rise Against und Panic! at the Disco“ verortet werden könne. Leicht und eingängig kombiniere sie „schnelle Rhythmen, amtliche Punk-Gitarren, eingeworfene Shouts [sowie] hier und da auch mal ein Rap-Part.“ Aus Sicht von Allschools.de erzähle Grizzly auf ihrem zweiten Album von einer „Reise durch das Leben, mit der sich wahrscheinlich jeder identifizieren“ könne. Clean Gesang, Shouts und Sprechgesang harmonieren „sehr gut miteinander“ und die „Gitarrenriffs sind das gesamte Album über sehr prägnant.“ Album-der-Woche.de charakterisierte den Sound des Albums als „durchweg mitreißend und optimistisch.“ Die Band erzähle „mit einer beneidenswerten Leichtigkeit von den Höhen und Tiefen des Lebens.“ Durch die „Mischung aus Pop- und Punkrock-Einflüssen, Härte und Emotionalität, cleanem und gutturalen Gesang und eingesprochenen Parts“ mache sie den „selbsterdachten Begriff Heavy Pop-Punk tatsächlich greifbar.“

## Diskografie
| Titel          | Veröffentlichung | Label            | Chartplatzierungen | Chartplatzierungen | Chartplatzierungen | Cover |
| Titel          | Veröffentlichung | Label            | DE                 | CH                 | AT                 | Cover |
| -------------- | ---------------- | ---------------- | ------------------ | ------------------ | ------------------ | ----- |
| Kidlife Crisis | 27. Mai 2016     | Department Musik | —                  | —                  | —                  |       |
| Summer         | 10. März 2017    | Department Musik | —                  | —                  | —                  |       |
| Polaroids      | 19. Jan. 2018    | Department Musik | 51                 | —                  | —                  |       |